# میشکی ویلکیه
میشکی ویلکیه (به لاتین: Mieszki Wielkie) یک روستا در لهستان است که در گمینا چیخانوو واقع شده‌است.